# Ludwig Fulda
Ludwig Anton Salomon Fulda (7 de julio de 1862-7 de marzo de 1939) fue un escritor y poeta alemán con un fuerte compromiso social.

## Biografía
Nació en Fráncfort del Meno, Ludwing se graduó en literatura alemana en las universidades de Heidelberg y Leipzig con una tesis sobre Christian Weise, fue miembro de la Academia de las Artes de Prusia y primer presidente del PEN alemán (1925-1932), en 1933 por su condición judía fue apartado de sus funciones por los nazis, al no obtener el permiso de residencia en EE. UU. se suicidó en Berlín en 1939.

## Obras
Sus creaciones se caracterizan por desarrollar los temas sociales y políticos de su época dentro de las aventuras amorosas que viven sus personajes. Comenzó a escribir en su segunda década de vida, en sus creaciones iniciales se adhiere al naturalismo adquiriendo protagonismo en la sociedad Freie Bühne, pero sus principales trabajos son piezas teatrales en verso y obras de teatro de salón. 
Su primera obra estaba basada en el poeta alemán Johann Christian Günther (Christian Günther, 1882), obtuvo notoriedad con una comedia en verso de un acto, Die Aufrichtigen (1883). De producción muy prolífica, destacan Unter Vier Augen (1887), Das Recht der Frau (1888), Das Paradies verlorene (1892), Die Sklavin (1892), Der Talisman (1892, nominada para el premio Schiller, pero vetada por el emperador Guillermo II en 1903), Die Kameraden (1895), Jugendfreunde (1897/1898) y Maskerade (1904). 
Su novela Der Seeräuber fue posteriormente libremente adaptada en la obra de teatro The Pirate by S. N. Behrman. Se inspiró en la historia de Aladino para su Aladdin und die Wunderlampe.
También realizó numerosas traducciones (obras de Molière en 1897, Cyrano de Bergerac de Rostand en 1898, los sonetos de Shakespeare en 1913, Peer Gynt de Ibsen en 1915 y dos volúmenes de comedias españolas en 1926).